# Bulbulder
Bulbulder (en serbe cyrillique : Булбулдер) est un quartier de Belgrade, la capitale de la Serbie. Il est situé dans la municipalité de Zvezdara, dont il constitue l'une des 17 communautés locales (mesna zajednica). En 2002, il comptait 5 437 habitants.

## Localisation
Bulbulder est situé dans la partie occidentale de la municipalité de Zvezdara, à environ 2,5 km de Terazije, qui est souvent considéré comme le centre de la capitale serbe. Il s'étend principalement entre les rues Dimitrija Tucovića au sud et Svetog Nikole au nord. Il est entouré par les quartiers de Đeram au sud, Slavujev venac à l'ouest, par le Nouveau cimetière de Belgrade au nord-ouest, par Zvezdara II au nord et par le quartier de Zvezdara lui-même à l'est.

## Caractéristiques
Le nom de Bulbulder vient de deux mots turcs, bülbül, qui signifie « le rossignol », et dere, qui signifie « la vallée » ; Bulbulder est ainsi « la vallée du rossignol ». Deux autres toponymes voisins renvoient au rossignol mais par l'intermédiaire du mot serbe slavuj : Slavujev venac qui désigne un quartier et le Slavujev potok qui désigne un petit cours d'eau, les deux appellations signifiant respectivement « le cercle du rossignol » et le « ruisseau du rossignol ».
Bulbulder possède un vaste complexe médical, le Centre clinique et hospitalier de Zvezdara (en serbe : Kliničko-bolnički centar Zvezdara ; en abrégé : KBC Zvezdara).
L'église orthodoxe Saint-Lazare est située au centre du quartier.